# ウナイ・ベンセドール
ウナイ・ベンセドール・パリス（Unai Vencedor Paris, 2000年11月15日 - ）は、スペイン・バスク州ビスカヤ県ビルバオ出身のサッカー選手。セグンダ・ディビシオン・SDエイバル所属。ポジションはミッドフィールダー。

## クラブ経歴
ビルバオ出身。地元の小さなチームでユース時代を過ごし、2017年にアスレティック・ビルバオのカンテラに入所。翌年傘下のビルバオ・アスレティックに昇格。Bチームの2シーズンで62試合5ゴールを記録し、2020年2月にトップチームに昇格。16日のCAオサスナ戦でラ・リーガ初出場。2020-21シーズンより正式にトップチームに定着した。
2022年5月13日、クラブとの契約を2027年まで延長。同時に4000万ユーロの契約解除金も撤廃された。
2023年8月5日、セグンダ・ディビシオンを戦うSDエイバルへ1シーズンの契約でレンタル移籍することが決定した。

## 代表経歴
2018年からスペインの世代別代表に招集されている。